# Vaccinium hispidulissimum
Vaccinium hispidulissimum är en ljungväxtart som beskrevs av Herbert Fuller Wernham. Vaccinium hispidulissimum ingår i Blåbärssläktet, och familjen ljungväxter. Inga underarter finns listade i Catalogue of Life.